# Прокопьев, Леонид Прокопьевич
Леонид Прокопьевич Прокопьев (7 апреля 1934, Янмурзино, Красноармейский район, Чувашская АССР, РСФСР — 8 января 2006, Чебоксары, Российская Федерация) — советский, российский партийный и государственный деятель,  Председатель Совета Министров Чувашской АССР (1975—1989), председатель Государственного комитета РСФСР по делам национальностей (1990—1991).

## Биография

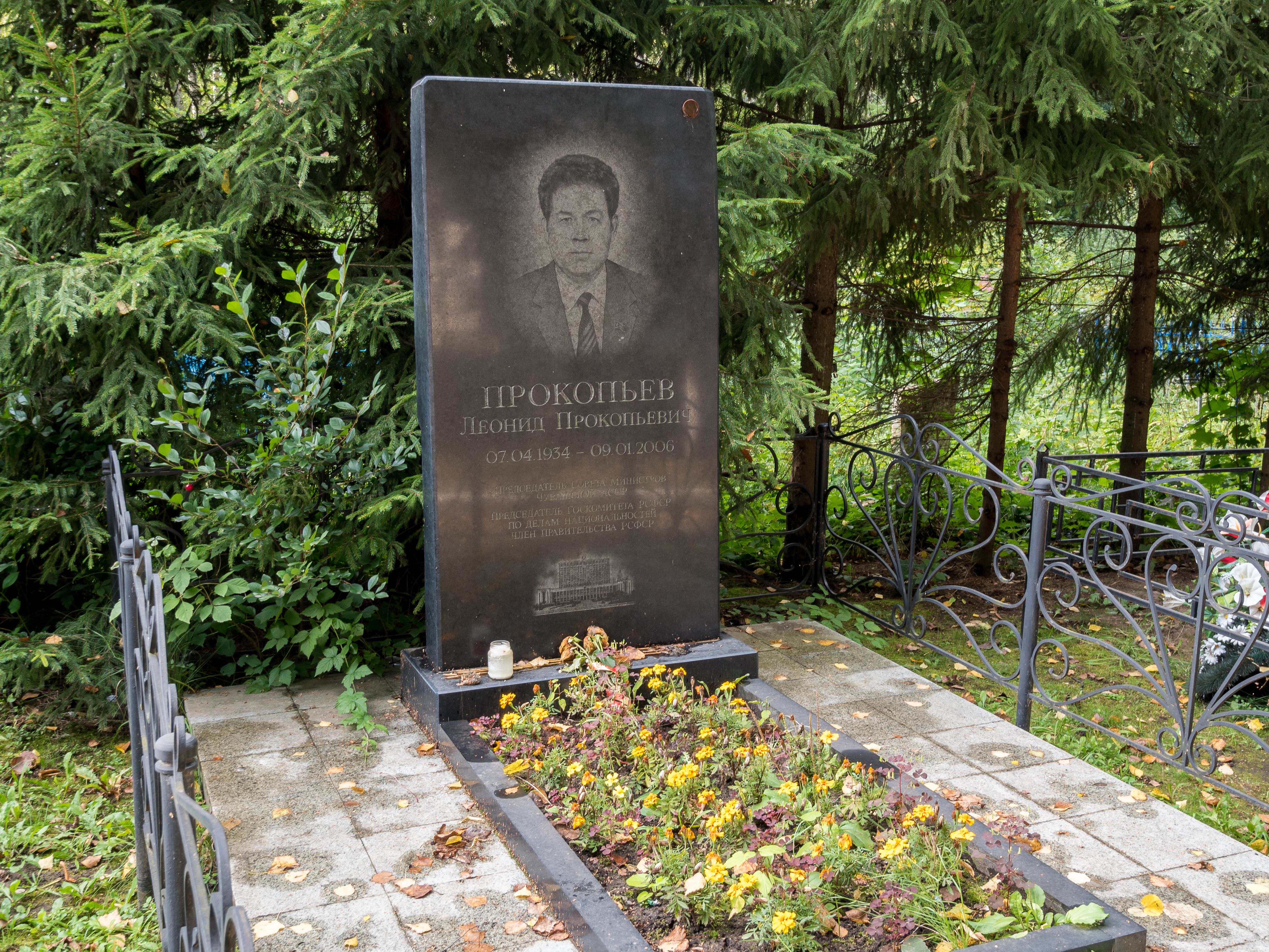
Могила Л.П. Прокопьева в Чебоксарах

Окончил Чебоксарский электромеханический техникум (1952), Всесоюзный заочный политехнический институт (1967). В 1954—1958 служил в ВМФ. По окончании техникума и после военной службы работал на Чебоксарском электроаппаратном заводе на инженерных должностях.
С 1961 года работал в Чебоксарском горкоме КПСС. В 1970—1974 — заместитель председателя исполкома Чебоксарского горсовета, в 1974—1975 — первый секретарь Чебоксарского горкома КПСС.
С апреля 1975 по октябрь 1989 — председатель Совета Министров Чувашской АССР. В 1989—1990 гг. — заведующий отделом Верховного Совета РСФСР. С ноября 1990 по декабрь 1991 — председатель Государственного комитета РСФСР по делам национальностей, член Совета Министров РСФСР. Кандидат на первых (несостоявшихся) выборах президента Чувашии в декабре 1991 года. С января 1992 по октябрь 1993 — заведующий отделом Верховного Совета России.
В 1994—1996 гг. — руководитель секретариата заместителя председателя Совета Федерации Федерального собрания Российской Федерации Валерьяна Викторова. В 1996—2006 годах — советник члена Совета Федерации и депутата Госдумы РФ Валентина Шурчанова.
Скончался 8 января 2006 года после продолжительного онкологического заболевания. 

## Память
Похоронен на мемориальном кладбище города Чебоксары.

## Награды и звания
- Орден Трудового Красного Знамени
- Орден Дружбы народов
- Орден «Знак Почёта»
- Медали